# Nederlands kampioenschap schaken vrouwen
Het Nederlands kampioenschap schaken voor vrouwen is het nationale schaakkampioenschap voor vrouwelijke schakers in Nederland. Het toernooi wordt sinds 1935 georganiseerd. In de beginjaren vond het kampioenschap onregelmatig plaats, maar vanaf de jaren zeventig werd het jaarlijks gehouden. Het toernooi staat los van het algemene kampioenschap en is specifiek bedoeld om de sterkste vrouwelijke schaakster van Nederland te bepalen.

## Officieus Nederlands kampioenschap schaken vrouwen (1898-1902)

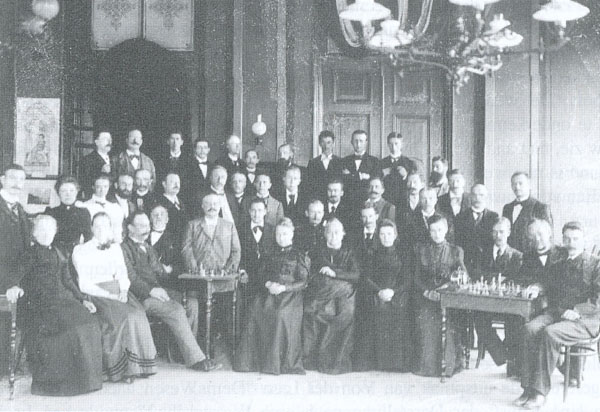
Bondswedstrijd van 1899, Amsterdam. De deelnemers van de damesschaakwedstrijd zijn: C.A.E. Muller-Thijm (67), Hendrica Jansen (43), Suze Splinter (21), Charlotte Koekebakker (28), C.Dull, Ten Tusschede, Muller en A. Koekebakker.

Wat nu het officieus Nederlands kampioenschap schaken vrouwen heet, werd destijds nationale dameswedstrijden genoemd. Deze werden op initiatief van de weduwe C.A.E. Muller-Thijm gehouden van 1898 tot 1901, terwijl die van 1902 geannuleerd werd. Deze dameswedstrijden werden gehouden in coördinatie met de (open) nationale bondswedstrijden die toen gehouden werden.
De wedstrijden werden gedomineerd door Muller-Thijm, Hendrica Jansen en Suze Splinter, die de top van het Nederlandse damesschaak vormden. Maar ook Charlotte Koekebakker en haar naamgenote A. Koekebakker deden het relatief goed.
De wedstrijd van 1902 werd geannuleerd uit gebrek van animo van de sterkste schakende dames: Splinter was naar het buitenland vertrokken en Jansen speelde voorts bij de heren. Hierop volgde een hiaat van ruim dertig jaar voordat het officiële kampioenschap schaken voor vrouwen opgezet werd.
| Jaar | Plaats    | Goud                                                                                 | Zilver                                                                               | Brons                                                                                | Opmerking                                                                            |
| ---- | --------- | ------------------------------------------------------------------------------------ | ------------------------------------------------------------------------------------ | ------------------------------------------------------------------------------------ | ------------------------------------------------------------------------------------ |
| 1898 | Den Haag  | Muller-Thijm                                                                         | Jansen                                                                               | C. Koekebakker                                                                       | [ 3 ] [ 4 ] [ 5 ]                                                                    |
| 1899 | Amsterdam | Jansen                                                                               | C. Koekebakker                                                                       | Splinter                                                                             | A. Koekebakker en Muller-Thijm werden gedeeld 4e en 5e.                              |
| 1900 | Groningen | Muller-Thijm                                                                         | C. Koekebakker                                                                       | A. Koekebakker                                                                       | Jansen speelde bij de heren                                                          |
| 1901 | Haarlem   | Gedeelde eerste drie plaatsen: Splinter, A. en C. Koekebakker                        | Gedeelde eerste drie plaatsen: Splinter, A. en C. Koekebakker                        | Gedeelde eerste drie plaatsen: Splinter, A. en C. Koekebakker                        | De Pecker was 4e en Muller-Thijm was 5e.                                             |
| 1902 | Rotterdam | GeannuleerdJansen speelde bij de heren. Splinter was naar het buitenland vertrokken. | GeannuleerdJansen speelde bij de heren. Splinter was naar het buitenland vertrokken. | GeannuleerdJansen speelde bij de heren. Splinter was naar het buitenland vertrokken. | GeannuleerdJansen speelde bij de heren. Splinter was naar het buitenland vertrokken. |

## Het officiële Nederlands kampioenschap schaken vrouwen (1935-)

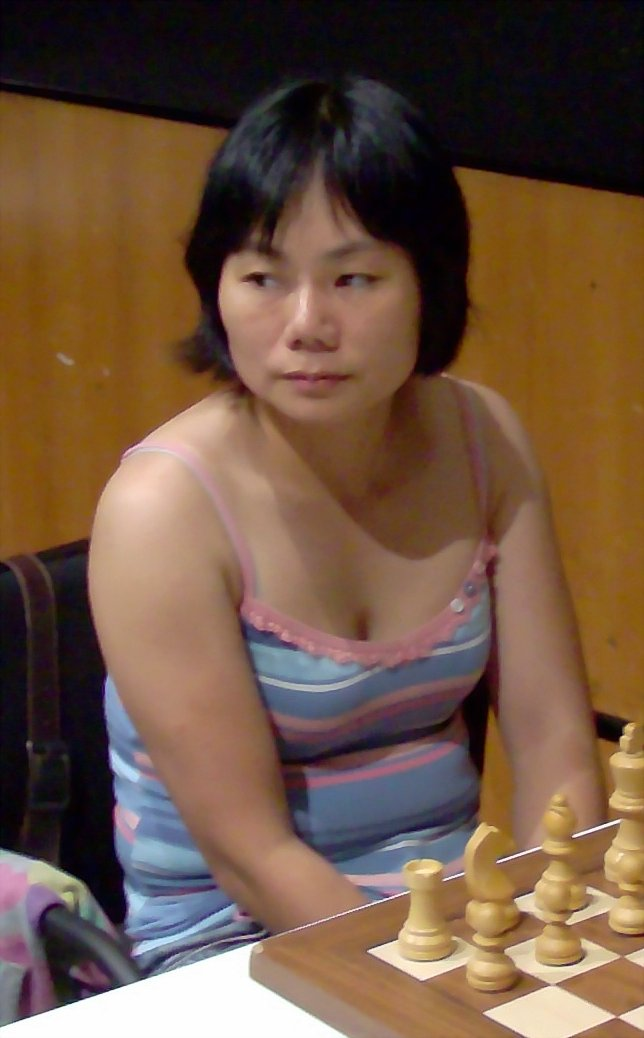
Zhaoqin Peng Recordkampioene
met 14 titels

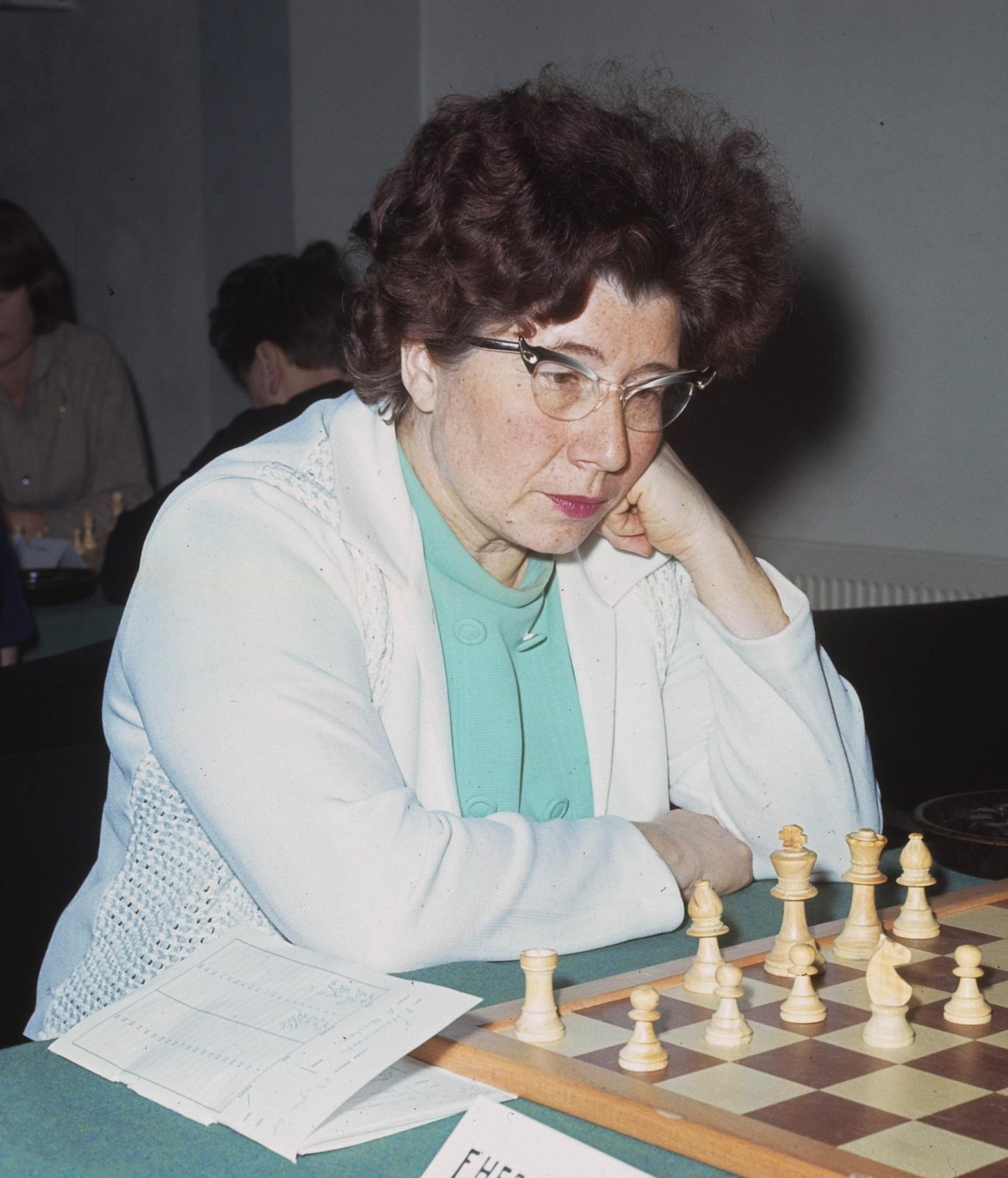
Fenny Heemskerk
10 titels

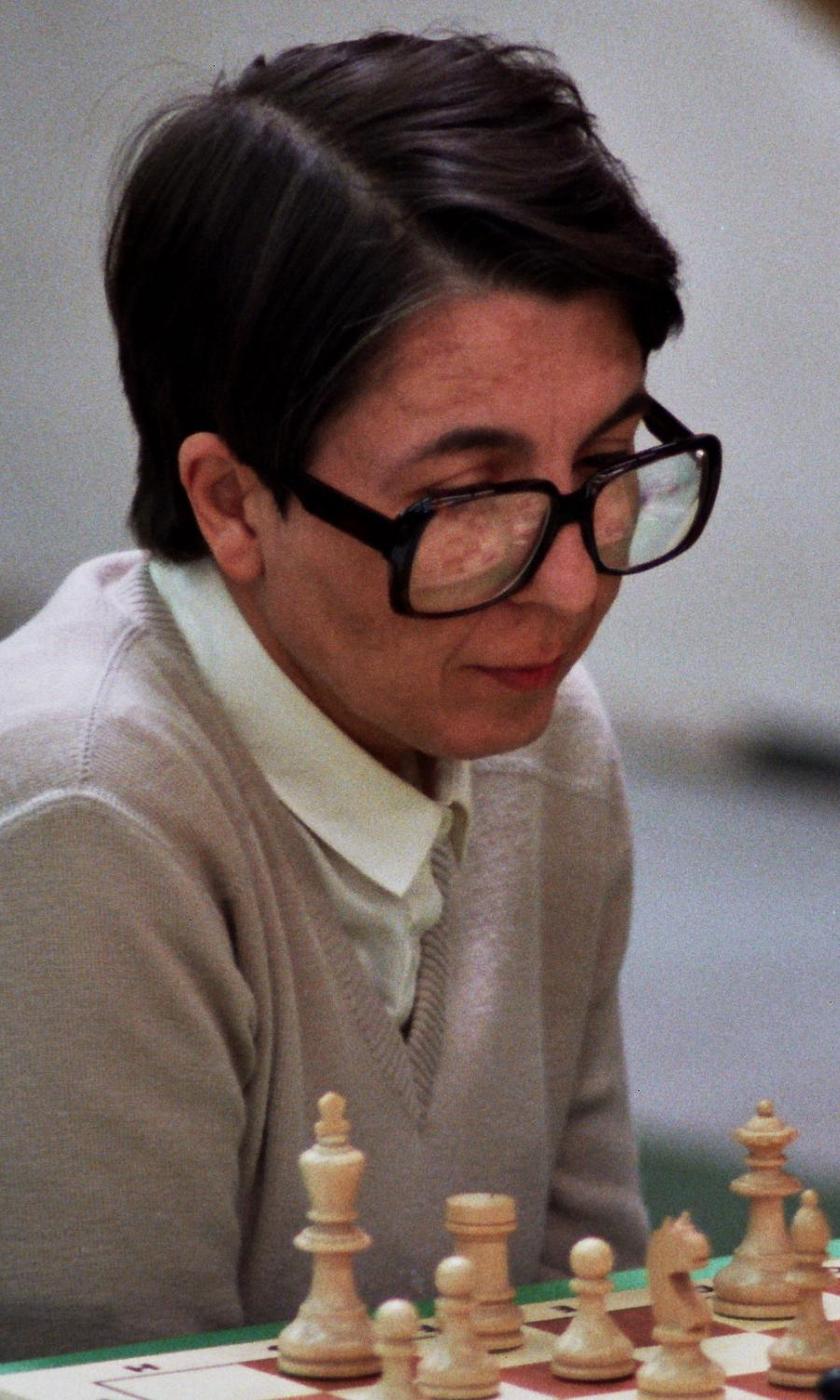
Katy van der Mije
5 titels

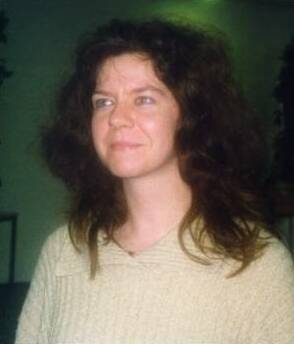
Erika Sziva
5 titels

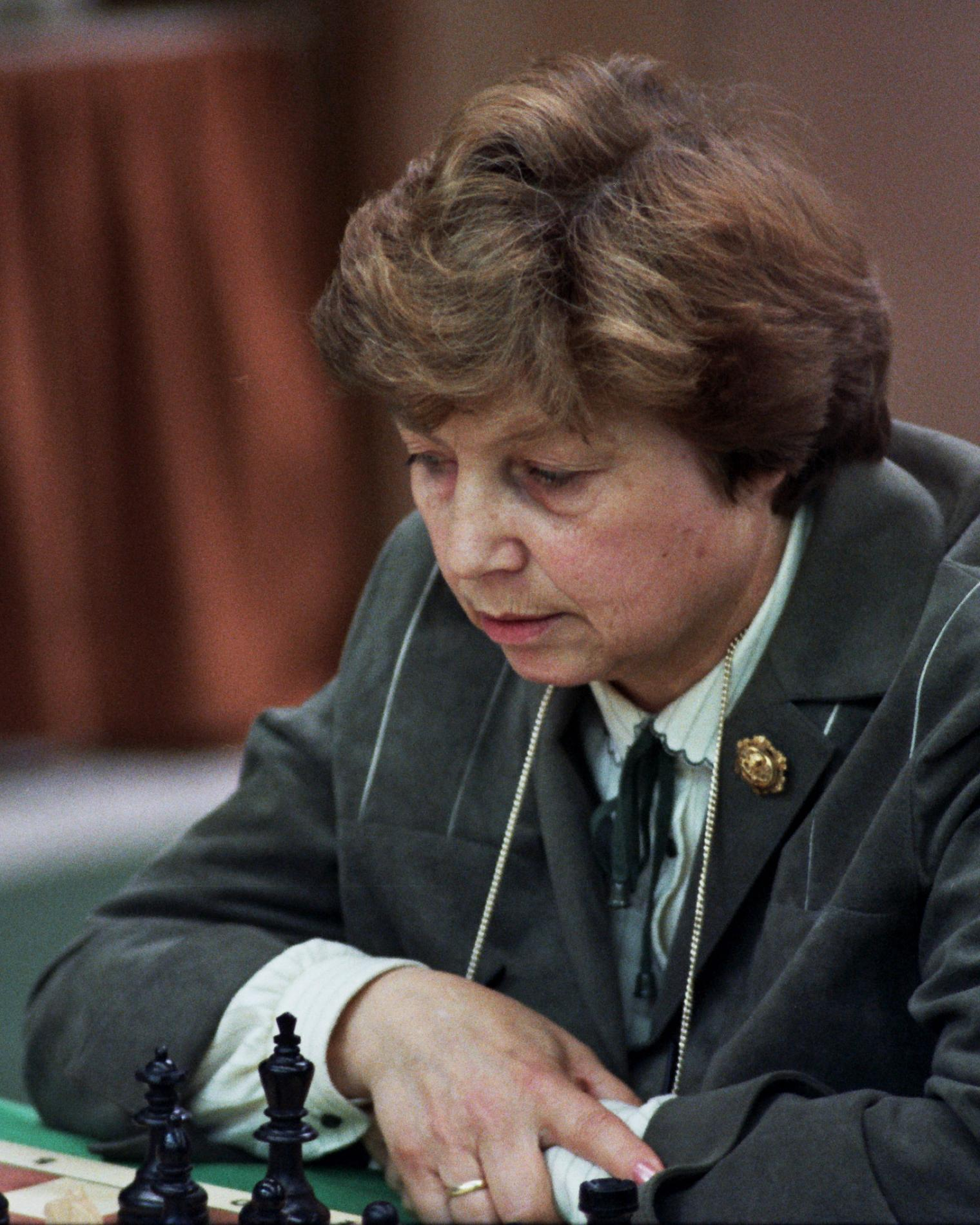
Corry Vreeken
5 titels

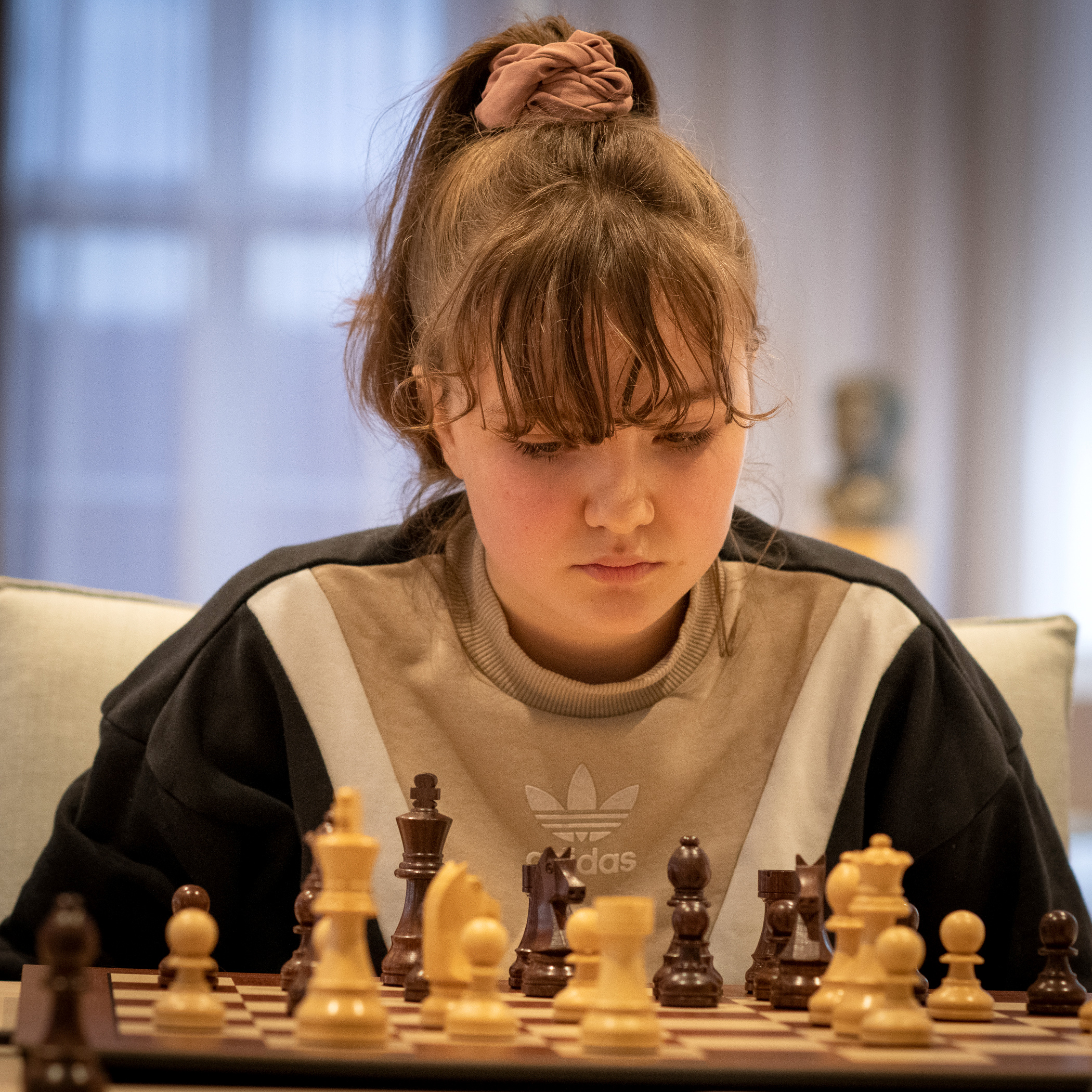
Machteld van Foreest
(jongste kampioene)

Het Nederlands kampioenschap schaken voor vrouwen wordt vanaf 1935 (meestal jaarlijks) georganiseerd door de Koninklijke Nederlandse Schaakbond. Recordkampioene is Zhaoqin Peng met 14 titels. Fenny Heemskerk heeft 10 titels behaald en Katy van der Mije, Erika Sziva en Corry Vreeken elk 5. 
| Jaar | Periode             | Plaats                           | Goud                                   | Zilver                | Brons                |
| ---- | ------------------- | -------------------------------- | -------------------------------------- | --------------------- | -------------------- |
| 1935 |                     |                                  | Catharina Roodzant                     |                       |                      |
| 1936 |                     |                                  | Catharina Roodzant                     |                       |                      |
| 1937 |                     |                                  | Fenny Heemskerk                        |                       |                      |
| 1938 |                     |                                  | Catharina Roodzant                     |                       |                      |
| 1939 |                     |                                  | Fenny Heemskerk                        |                       |                      |
| 1946 |                     |                                  | Fenny Heemskerk                        |                       |                      |
| 1948 |                     |                                  | Fenny Heemskerk                        |                       |                      |
| 1950 |                     |                                  | Fenny Heemskerk                        |                       |                      |
| 1952 |                     |                                  | Fenny Heemskerk                        |                       |                      |
| 1954 |                     |                                  | Fenny Heemskerk                        |                       |                      |
| 1956 |                     |                                  | Fenny Heemskerk                        |                       |                      |
| 1958 |                     |                                  | Fenny Heemskerk                        |                       |                      |
| 1960 |                     |                                  | Corry Vreeken                          |                       |                      |
| 1961 |                     |                                  | Fenny Heemskerk                        |                       |                      |
| 1962 |                     |                                  | Corry Vreeken                          |                       |                      |
| 1964 |                     |                                  | Corry Vreeken                          |                       |                      |
| 1966 |                     |                                  | Corry Vreeken                          |                       |                      |
| 1968 |                     |                                  | Ingrid Tuk                             |                       |                      |
| 1970 |                     |                                  | Corry Vreeken                          |                       |                      |
| 1971 | 29 sept. t/m 9 okt. | Arnhem                           | Rie Timmer                             |                       |                      |
| 1972 |                     |                                  | Rie Timmer                             |                       |                      |
| 1973 |                     |                                  | Ada van der Giessen                    |                       |                      |
| 1974 |                     |                                  | Käty van der Mije                      |                       |                      |
| 1975 |                     |                                  | Erika Belle                            |                       |                      |
| 1976 |                     |                                  | Käty van der Mije                      |                       |                      |
| 1977 |                     |                                  | Käty van der Mije                      |                       |                      |
| 1978 |                     |                                  | Käty van der Mije                      |                       |                      |
| 1979 |                     |                                  | Käty van der Mije                      |                       |                      |
| 1980 |                     |                                  | Erika Belle                            |                       |                      |
| 1981 |                     |                                  | Erika Belle                            |                       |                      |
| 1982 |                     |                                  | Carla Bruinenberg                      |                       |                      |
| 1983 |                     |                                  | Carla Bruinenberg                      |                       |                      |
| 1984 |                     |                                  | Carla Bruinenberg / Heleen de Greef    |                       |                      |
| 1985 |                     |                                  | Jessica Harmsen / Hanneke van Parreren |                       |                      |
| 1986 |                     |                                  | Heleen de Greef                        |                       |                      |
| 1987 |                     |                                  | Jessica Harmsen                        |                       |                      |
| 1988 |                     |                                  | Jessica Harmsen                        |                       |                      |
| 1989 |                     |                                  | Mariëtte Drewes                        |                       |                      |
| 1990 |                     |                                  | Renate Limbach                         |                       |                      |
| 1991 |                     |                                  | Anne-Marie Benschop                    |                       |                      |
| 1992 |                     |                                  | Erika Sziva                            |                       |                      |
| 1993 |                     |                                  | Iwona Bos-Swiecik                      |                       |                      |
| 1994 |                     |                                  | Erika Sziva                            |                       |                      |
| 1995 |                     |                                  | Marisca Kouwenhoven                    |                       |                      |
| 1996 |                     |                                  | Erika Sziva                            |                       |                      |
| 1997 |                     |                                  | Zhaoqin Peng                           |                       |                      |
| 1998 |                     |                                  | Erika Sziva                            |                       |                      |
| 1999 | 8 t/m 18 november   | Rotterdam                        | Erika Sziva                            | Tea Bosboom-Lanchava  | Zhaoqin Peng         |
| 2000 |                     |                                  | Zhaoqin Peng                           |                       |                      |
| 2001 |                     |                                  | Zhaoqin Peng                           |                       |                      |
| 2002 |                     |                                  | Zhaoqin Peng                           |                       |                      |
| 2003 |                     |                                  | Zhaoqin Peng                           |                       |                      |
| 2004 |                     |                                  | Zhaoqin Peng                           |                       |                      |
| 2005 |                     |                                  | Zhaoqin Peng                           |                       |                      |
| 2006 |                     |                                  | Zhaoqin Peng                           |                       |                      |
| 2007 |                     |                                  | Zhaoqin Peng                           |                       |                      |
| 2008 | 2 t/m 13 april      | Hilversum Mediapark              | Zhaoqin Peng                           | Petra Schuurman       | Tea Lanchava         |
| 2009 | 12 t/m 20 september | Haaksbergen Hotel Morssinkhof    | Zhaoqin Peng                           | Marlies Bensdorp      | Mariska Bertholee    |
| 2010 | 11 t/m 20 juni      | High Tech Campus Eindhoven       | Zhaoqin Peng                           | Bianca Muhren         | Anne Haast           |
| 2011 | 25 juni t/m 5 juli  | Boxtel Sint Lucasschool          | Zhaoqin Peng                           | Anne Haast            | Martine Middelveld   |
| 2012 | 15 juli t/m 21 juli | Amsterdam Science Park           | Tea Lanchava                           | Zhaoqin Peng          | Anne Haast           |
| 2013 | 5 juli t/m 11 juli  | Amsterdam Science Park           | Lisa Schut                             | Anne Haast            | Tea Bosboom-Lanchava |
| 2014 | 5 juli t/m 13 juli  | Amsterdam Manor Hotel            | Anne Haast                             | Bianca de Jong-Muhren | Zhaoqin Peng         |
| 2015 | 5 juli t/m 13 juli  | Amsterdam Manor Hotel            | Anne Haast                             | Zhaoqin Peng          | Tea Lanchava         |
| 2016 | 22 aug. t/m 28 aug. | Amsterdam Tropentheater          | Anne Haast                             | Iozefina Păuleț       | Lisa Hortensius      |
| 2017 | 26 juni t/m 2 juli  | Amsterdam Tolhuistuin            | Anne Haast                             | Tea Lanchava          | Maaike Keetman       |
| 2018 | 2 juli t/m 8 juli   | Amsterdam Tolhuistuin            | Zhaoqin Peng                           | Tea Lanchava          | Rosa Ratsma          |
| 2019 | 30 juni t/m 7 juli  | Amsterdam Tolhuistuin            | Iozefina Păuleț                        | Rosa Ratsma           | Machteld van Foreest |
| 2020 | Geen NK Schaken     |                                  |                                        |                       |                      |
| 2021 | 16 t/m 23 oktober   | Hoogeveen Raadhuis               | Anne Haast                             | Zhaoqin Peng          | Eline Roebers        |
| 2022 | 22-30 december      | Groningen                        | Machteld van Foreest                   | Anne Haast            | Eline Roebers        |
| 2023 | 5-6 juli            | Utrecht                          | Eline Roebers                          | Anna-Maja Kazarian    | Robin Duson          |
| 2024 | 6-13 juli           | Stadion Galgewaard, Utrecht      | Maaike Keetman                         | Anne Haast            |                      |
| 2025 | 5-12 juli           | Stadsherberg Ald Weishoès, Venlo | Machteld van Foreest                   | Robin Duson           |                      |